# Вертопрахов, Роман Андреевич
Роман Андреевич Вертопрахов (10 (22) октября 1871, станица Михайло-Семёновская Амурского казачьего войска — октябрь 1935, Шанхай) — русский военачальник, генерал-майор. Участник похода в Китай (1900—1901), русско-японской войны (1904—1905), первой мировой войны, Белого движения на Восточном фронте.

## Биография
Из семьи школьного учителя. Закончил 8 классов Благовещенской мужской гимназии (1883—1890) и Иркутское юнкерское училище (1893—1895) по 1 разряду.
Участник китайского похода 1900—1901 гг. Во главе 5-й сотни Амурского казачьего полка хорунжий Вертопрахов в составе авангардного отряда принимал участие в кавалерийском рейде генерала-майора Ренненкампфа. В бою под Эйюром 25 июля 1900 года, командуя авангардной сотней, сбил заградительный отряд и захватил два орудия, за что, первым в Амурском казачьем войске, был награждён орденом Святого Георгия IV степени (11.02.1901). Проделал китайский поход в составе Мергенского отряда генерал-майора П. К. Ренненкампфа. С августа 1900 года — сотник.
В 1909 году, будучи войсковым старшиной, по поручению войскового правления составил «Памятку амурского казака», включавшую краткую историю войска и документы, относящиеся к его организации и боевой деятельности за 1858—1909 гг.
В 1914 году награждён орденом Святого Владимира 4-й степени (06.05.1914) и вскоре — 3-й степени (01.01.1915). В Первую мировую войну назначен в чине полковника командиром (15 сентября 1915) формируемого 2-го Амурского казачьего полка в Новокиевке Приморской области, убыл с ним на фронт. Исполнял должность командира 2-й бригады Уссурийской казачьей конной бригады (декабрь 1914 — февраль 1915).
В начале 1918 г. вернулся с полком в Благовещенск из-под Петрограда. В марте 1918 года военный руководитель так называемого Гамовского мятежа. После подавления «мятежа» Красной Гвардией до сентября 1918 года временно в эмиграции в г. Сахаляне (Маньчжурия), член войскового штаба АКВ, вёл организационную работу по подготовке к свержению власти Амурского совнаркома. С приходом к власти в Амурской области правительства Алексеевского — активный деятель установленного режима. По возвращении 5-м войсковым кругом в октябре 1918 года избран кандидатом члена войсковой управы по военному отделу и начальником штаба Амурского казачьего войска.
10 марта 1919 г. уволен в резерв в связи со сменой войсковых атаманов, в дальнейшем — один из организаторов и активный деятель Восточного казачьего союза в Маньчжурии, один из руководителей амурских эмигрантов.
С 1920 года — в эмиграции в Маньчжурии (г. Харбин), генерал-майор. В 1922 году — представитель Амурской военной организации во Владивостоке при правительстве Меркуловых. После оккупации Маньчжурии Японией выехал на жительство в Шанхай.
Умер в октябре 1935 года в Шанхае. Некролог опубликован в газете «Друг инвалида» (1936. — Вып. 6 (янв). — С. 13).